# IBEX (人工衛星)
IBEX（あいびくす、Interstellar Boundary Explorer）とは、NASAが開発した人工衛星で、NASAのSMEXの1つである。

## 開発
IBEXは太陽系と星間宇宙との境界付近の地図を作成するために開発された。サウスウエスト研究所が、IBEXの開発の指揮を執った。搭載機器のうちIBEX-Hiは、サウスウエスト研究所とロスアラモス国立研究所が共同開発した。またIBEX-Loは、ロッキード・マーティンのアドバンスド・テクノロジー・センターとサウスウエスト研究所が共同開発した。なお、衛星の筐体部分と試験場は、オービタル・サイエンシズが提供した。

## 運用
IBEXは2008年10月19日にペガサスXLで打ち上げられた。当初の運用期間は2年間の予定で、この間に太陽系外縁の全領域を撮像する予定だった。ミッションは延長され、2023年3月現在も運用中である。

## 成果

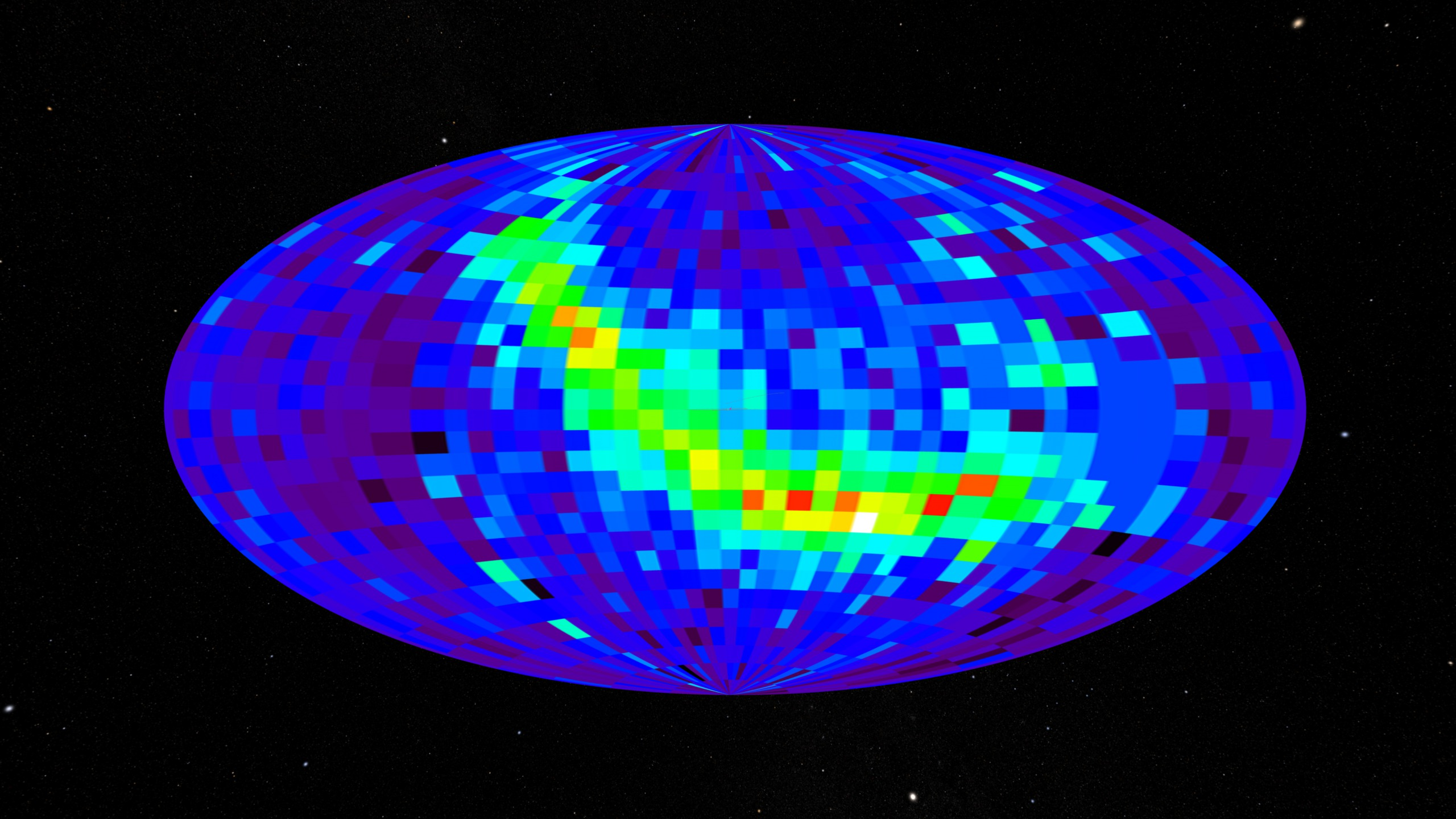
IBEXの観測結果によって得られた地図。

IBEXによる観測によって、太陽風の一部が、太陽圏の最外縁である衝撃波面の付近で反射され、地球近傍まで戻ってきていると判明した。